# Attentat de la mosquée de Molai à Maiduguri
L'attentat de la mosquée de Molai est un attentat-suicide perpétré le 16 mars 2016 dans une mosquée du quartier de Molai, en périphérie de Maiduguri, au Nigeria, pendant l'insurrection de Boko Haram.

## Contexte
Maiduguri est la ville où a été fondé le mouvement islamiste Boko Haram en 2002. À partir du déclenchement de l'insurrection en 2009, elle est une des principales victimes des attentats djihadistes et la mosquée de Molai avait d'ailleurs déjà été visée par un attentat le 15 octobre 2015, qui avait fait entre 15 et 30 morts et des dizaines de blessés. Depuis le début de l'année, la ville vivait dans un calme relatif grâce aux mesures de sécurité exceptionnelles prises par le gouvernement.

## Déroulement et bilan
Il est très tôt le matin le mercredi 16 mars 2016 à Maiduguri, dans le nord-est du Nigeria, lorsque deux femmes déguisées en hommes pénètrent dans la mosquée de Molai, un quartier de la périphérie, souvent la cible des djihadistes. 
C'est l'heure d'Al-fajr, la prière de l'aube. Une des femmes se glisse parmi les fidèles et déclenche sa ceinture explosive au moment où ceux-ci se lèvent pour les prières. Profitant de la panique et alors que de nombreuses personnes tentent de fuir le bâtiment, la deuxième femme se fait exploser à son tour au milieu d'eux.
L'attentat fait entre 22 et 25 morts selon les sources, et 35 blessés,.